# Línea 1 (Tranvía de Tenerife)
La línea 1 del Tranvía de Tenerife discurre entre las paradas cabeceras de Intercambiador y Trinidad, en un total de 21 paradas a lo largo de 12,5 km. Once de las paradas (desde Intercambiador a Hospital La Candelaria) se encuentran en el municipio de Santa Cruz de Tenerife, mientras que las otras diez (desde Taco hasta Trinidad) se encuentran en el municipio de San Cristóbal de La Laguna. En total, transporta una media de 47.000 personas diarias en el área metropolitana.
El trazado de la línea es un itinerario exclusivo para el tranvía en el que el tráfico rodado no podrá interferir en ningún momento. 
El material móvil lo componen los trenes ligeros (tranvías) modelo Citadis de Alstom, entre cuyas características se puede destacar su piso bajo 100%, una velocidad máxima de 70 km/h y la alimentación por catenaria aérea a 750 V a corriente continua. Circulan por la derecha en composiciones de cinco módulos, siendo en los carnavales de 2010 la primera vez que se utilizó el sistema de doble tranvía para satisfacer la demanda de viajeros.

## Historia
Las obras de construcción comenzaron en 2004 y, en 2006, empezaron las pruebas con trenes. El 2 de junio de 2007 se inauguró oficialmente.

## Recorrido
Partiendo del Intercambiador de Transportes de Santa Cruz de Tenerife el tranvía se dirige al centro de la ciudad donde recorre los barrios de Zona Centro, Zona Rambla y Salamanca del distrito Centro-Ifara, pasa por la Cruz del Señor (distrito Salud-La Salle) y se encamina Hacia la Avenida de los Príncipes en Ofra (distrito Ofra-Costa Sur) donde, tras realizar una parada junto al Hospital Universitario Nuestra Señora de Candelaria, abandona el municipio de Santa Cruz y entra en el de La Laguna por el barrio de Taco donde enlaza con la línea 2 compartiendo un trazado de casi 1,5 km y dos paradas de trasbordo. Tras la parada junto al Hospital Universitario de Canarias prosigue su recorrido hacia el campus de Guajara de la Universidad de La Laguna. Una vez superado del barrio de Gracia se dirige por la Avenida de Los Menceyes hacia el centro urbano de La Laguna donde finaliza el recorrido en la Avenida de La Trinidad. En enero de 2011 la parada de Padre Anchieta fue trasladada desde su ubicación inicial, en la avenida Trinidad, a su emplazamiento actual junto al Intercambiador de Transportes de La Laguna, con un coste de 900.000 euros.

## Ampliaciones
Al actual trazado de 21 paradas, Metropolitano de Tenerife tiene proyectado añadir cuatro paradas más (San Antonio, San Lázaro, Park and Ride y Los Rodeos-TFN) que llevaría la línea hasta el Aeropuerto de Tenerife Norte.
El 30 de mayo de 2009 se inauguró la línea 2, que une La Cuesta con Tíncer. Tiene las siguientes paradas: La Cuesta, Ingenieros, Hospital Universitario, El Cardonal, San Jerónimo y Tíncer, con correspondencia con la línea 1 en Hospital Universitario y El Cardonal.